# Втори златен век
Втори златен век е условно наименование, дадено от историците на периода на управлението на цар Иван Александър (1331-1371), през който има бурно развитие на книжнината, строителството и църковния живот в България.

## Предистория
След смъртта на цар Иван Асен II българската книжнина изживява застой. Иван-Асеневите наследници започват борба за царския скиптър и в страната избухват метежи и бунтове. Властта на търновския цар започва да намалява. Съседите на България започват да превземат земите ѝ - Сърбия окупира западните части на царството, Унгария - северозападните територии около Белград и Браничево, а Никейската империя превзема големи части от Тракия и Родопите. В тези условия българската книжнина изпада в дълга летаргия. Църковният живот също изпада в застой.

## Начало
Това обаче се променя при идването на власт на ловешкия деспот Иван Александър. С възкачването си през 1331 царя първо се отправя на поход – разгромява император Андроник III Палеолог при Русокастро и възвръща на България всички земи, заграбени от него. След това се връща като победител в Търново. Иван Александър веднага започва да поръчва преводи от гръцки на жития и други религиозни текстове, както и да прави поръчки на нови произведения.

## Разцвет
Развитието на книжнината е видимо – Манасиевата летопис на византийския поет и писател Константин Манасий е преведена и допълнена от български книжовници; Томичовият псалтир, Четвероевангелието на Иван Александър. Кръгът книжовници около царя се занимава с разнообразни книжовни творби - поезия, похвални жития, жития, хроника, летопис. Голям разцвет има и изкуството – миниатюрите стават все по-сложни и по-красиви, като си съперничат с византийските. Pомейската култура отразява огромно влияние върху българските книжовници и църковен живот.
Архитектурата е също добре развита – строят се и се обновяват много църкви и манастири. В Търново е изграден нов царски дворец, градът се развива. Доказателство за това е написаното от патриарх Каликст, че Търново не отстъпва на Цариград по дела и величество.
Военните победи на Иван Александър дават още по-голям тласък на книжнината. Вътрешната стабилност в държавата

## Залез
Постепенно България започва да губи позиции. С увеличаването на външните врагове книжнината започва да запада. След смъртта на Иван Александър през 1371 г. се съхраняват и разпространяват постиженията на Втория златен век от наследника му Иван Шишман. Това се запазва до падането под турско владичество в края на 14 век.